# ＃乃木坂世界旅 今野さんほっといてよ!
『#乃木坂世界旅 今野さんほっといてよ!』（のぎざかせかいたび こんのさんほっといてよ!）は、2019年10月12日よりABEMAで配信されている紀行・旅番組。

## 概要
「日本一忙しいアイドルグループ”乃木坂46”。彼女達にひとときの安らぎを!」というコンセプトのもと、毎月「乃木坂46」メンバー2人一組に3日間の海外旅行を与え、その道中模様を配信する旅番組。番組名の“今野さん”とは、所属事務所・乃木坂46合同会社職務執行者である今野義雄のこと。『ファンタ坂学園と大合唱計画』の後継番組となる。
スタッフは同行するものの、360度カメラや手持ちカメラを使用し、超至近距離で2人のありのままの姿が観られる番組スタイル。行先や宿泊先の決定もメンバーに任され、その場面も配信される。番組上指定されているのは旅の模様を公式インスタグラムにその都度アップロードすることのみである。
2019年9月29日23時から事前番組『【最速いいとこ取り SP】#乃木坂世界旅 今野さんほっといてよ!ハワイ編 先行公開』をAbemaSPECIAL2チャンネルで配信した（30分番組）。レギュラー配信はAbemaGOLDチャンネルで配信。
配信日時は月2回（土日）、初回月は21:00 - 0:00となっているが、「本編」は3時間中は1時間のみであり以後はリピート配信と番組会見、番組からのお知らせ、本編未公開部分を合わせて配信された。11月より 21:00 - 23:00。
2019年12月15日の放送をもって、1stシーズンの放送を終了。

## 出演
- 乃木坂46（毎月2名が選抜）

## 配信日程
| 配信回 | 初回配信日     | 内容                                     | 旅人                | ナレーション                    |
| ------ | -------------- | ---------------------------------------- | ------------------- | ------------------------------- |
| 番外編 | 2019年 9月29日 | 【いいとこ取り30分SP】ハワイ編           | 白石麻衣 松村沙友理 |                                 |
| 1 前編 | 10月12日       | ハワイ編Days1                            | 白石麻衣 松村沙友理 | 西澤由夏 飯尾和樹（ずん）       |
| 1 後編 | 10月13日       | ハワイ編Days2                            | 白石麻衣 松村沙友理 | 西澤由夏 飯尾和樹（ずん）       |
| 番外編 | 11月10日       | 【いいとこ取り30分SP】スペイン編         | 齋藤飛鳥 星野みなみ |                                 |
| 2 前編 | 11月16日       | スペイン編Days1                          | 齋藤飛鳥 星野みなみ | 西澤由夏 小峠英二（バイきんぐ） |
| 2 後編 | 11月17日       | スペイン編Days2                          | 齋藤飛鳥 星野みなみ | 西澤由夏 小峠英二（バイきんぐ） |
| 番外編 | 12月8日        | 【いいとこ取り30分SP】ニューカレドニア編 | 北野日奈子 堀未央奈 |                                 |
| 3 前編 | 12月14日       | ニューカレドニア編Days1                  | 北野日奈子 堀未央奈 | 西澤由夏 飯尾和樹（ずん）       |
| 3 後編 | 12月15日       | ニューカレドニア編Days2                  | 北野日奈子 堀未央奈 | 西澤由夏 飯尾和樹（ずん）       |

## スタッフ
- ナレーション - 飯尾和樹（ずん）：第1回・第3回、小峠英二 (バイきんぐ) ：第2回